# Hollesley Bay
Hollesley Bay är en vik i Storbritannien.   Den ligger i riksdelen England, i den sydöstra delen av landet, 130 km nordost om huvudstaden London.